# Leonard Cohen
Leonard Norman Cohen (Montréal, 21 settembre 1934 – Los Angeles, 7 novembre 2016) è stato un cantautore, poeta, scrittore e compositore canadese.
Considerato uno dei più celebri, influenti e apprezzati cantautori, nelle sue opere Cohen esplora temi come la religione, l'isolamento, la depressione e la sessualità, ripiegando spesso sull'individuo. Vincitore di numerosi premi e onorificenze, è stato inserito nella Rock and Roll Hall of Fame, nella Canadian Songwriters Hall of Fame e nella Canadian Music Hall of Fame; è stato insignito del titolo di Compagno dell'Ordine del Canada, la più alta onorificenza concessa dal Paese, e nel 2011 ricevette il Premio Principe delle Asturie per la letteratura.

## Biografia
Leonard Cohen nacque a Montréal nel 1934 da una famiglia ebrea immigrata nel Canada. Suo padre, morto quando Leonard aveva 9 anni, era polacco, mentre sua madre, di origine lituana,[3] era la figlia dello scrittore talmudico Solomon Klonitsky-Kline.[4][5] Cresciuto nel quartiere di Westmount (enclave anglofona della città), si iscrive all'Università McGill di Montréal, dove si laurea in letteratura inglese nel 1955. Il periodo universitario vede i suoi inizi nella poesia. La sua prima raccolta vede la luce nel 1956, con il titolo di Let Us Compare Mythologies.
Un primo album di reading esce nel 1957 con il titolo di Six Montreal Poets e contiene otto poesie recitate da Cohen. Nel 1961 viene pubblicata la raccolta di poesie The Spice-Box of Earth. La raccolta riceve critiche positive, con il critico Robert Weaver che lo definisce "probabilmente il migliore giovane poeta contemporaneo del Canada anglofono". Si trasferisce quindi a Hydra, un'isoletta in Grecia famoso rifugio di artisti, da dove nei primi anni sessanta pubblica raccolte di poesie (tra cui Flowers for Hitler) e due romanzi, Il gioco favorito (The Favourite Game, 1963) e Belli e perdenti (Beautiful Losers, 1966). Nel primo, scrive sull'importanza data alla parola e nello stesso tempo sulla difficoltà di comprenderla:
Il primo disco da cantautore, Songs of Leonard Cohen esce nel 1967. Le recensioni dell'epoca furono relativamente neutre, specialmente a causa del pessimismo che pervade l'album, ma oggi il primo disco di Cohen viene ritenuto uno dei suoi migliori lavori. Questo disco delinea il suo profilo di cantautore-poeta; tutti i brani sono pervasi da misticismo e grande malinconia.
Il secondo disco Songs from a Room esce nel 1969 e ne decreta il successo in hit parade: in Canada arriva decimo, mentre in Inghilterra al secondo posto. Questo album propone canzoni che sono divenute pietre miliari, come Seems so long ago, Nancy o Bird on the Wire. Il terzo disco Songs of Love and Hate viene definito uno dei migliori dischi dell'anno. Nel 1970 Cohen si esibisce in tour per la prima volta, con concerti negli Stati Uniti, Canada e in Europa, dove appare nel Festival dell'Isola di Wight. Nel 1972 fa un secondo tour, in Europa e Israele.
Seguirà una raccolta di canzoni live, Live Songs, e nel 1974 il quarto disco in studio, New Skin for the Old Ceremony, con cui inizia la sua collaborazione con il pianista e arrangiatore John Lissauer. Death of a Ladies' Man esce nel 1977, arrangiato con la collaborazione di Phil Spector. Al disco parteciperanno altri musicisti, tra i quali compare anche Bob Dylan.
Segue Recent Songs nel 1979, dove l'artista ritorna a un sound folk più simile agli esordi, e nel 1984 Various Positions, un album folk rock dal sound sperimentale,, che contiene il suo brano più celebre, Halleluja, canzone manifesto del cantautore canadese e diventata una delle ballate più famose al mondo. Nel 1988 è la volta di I'm Your Man, disco nel quale Leonard abbandona la chitarra per passare alla tastiera. Nel 1992 esce The Future, che si aggiudica il doppio disco di platino in Canada e il disco d'argento nel Regno Unito.
Nel 1994 esce il secondo disco dal vivo, Cohen Live, e nel 1997 la seconda raccolta di successi More Best of Leonard Cohen. Negli anni novanta Cohen si trasferisce in un monastero buddhista sulle colline di Los Angeles, e nel 2001 rientra con il live registrato durante il tour del 1979 (Field Commander Cohen: Tour of 1979) e un nuovo disco di inediti, Ten New Songs. Il suo ritorno alla musica avrebbe avuto una motivazione alquanto prosaica: egli scoprì casualmente che la sua manager per ben 17 anni lo aveva defraudato di quasi tutti i suoi risparmi. Pur avendo vinto una causa milionaria, non venne indennizzato, e all'imputata venne comminata una pena di 18 mesi di detenzione per truffa e minacce verso Cohen. 

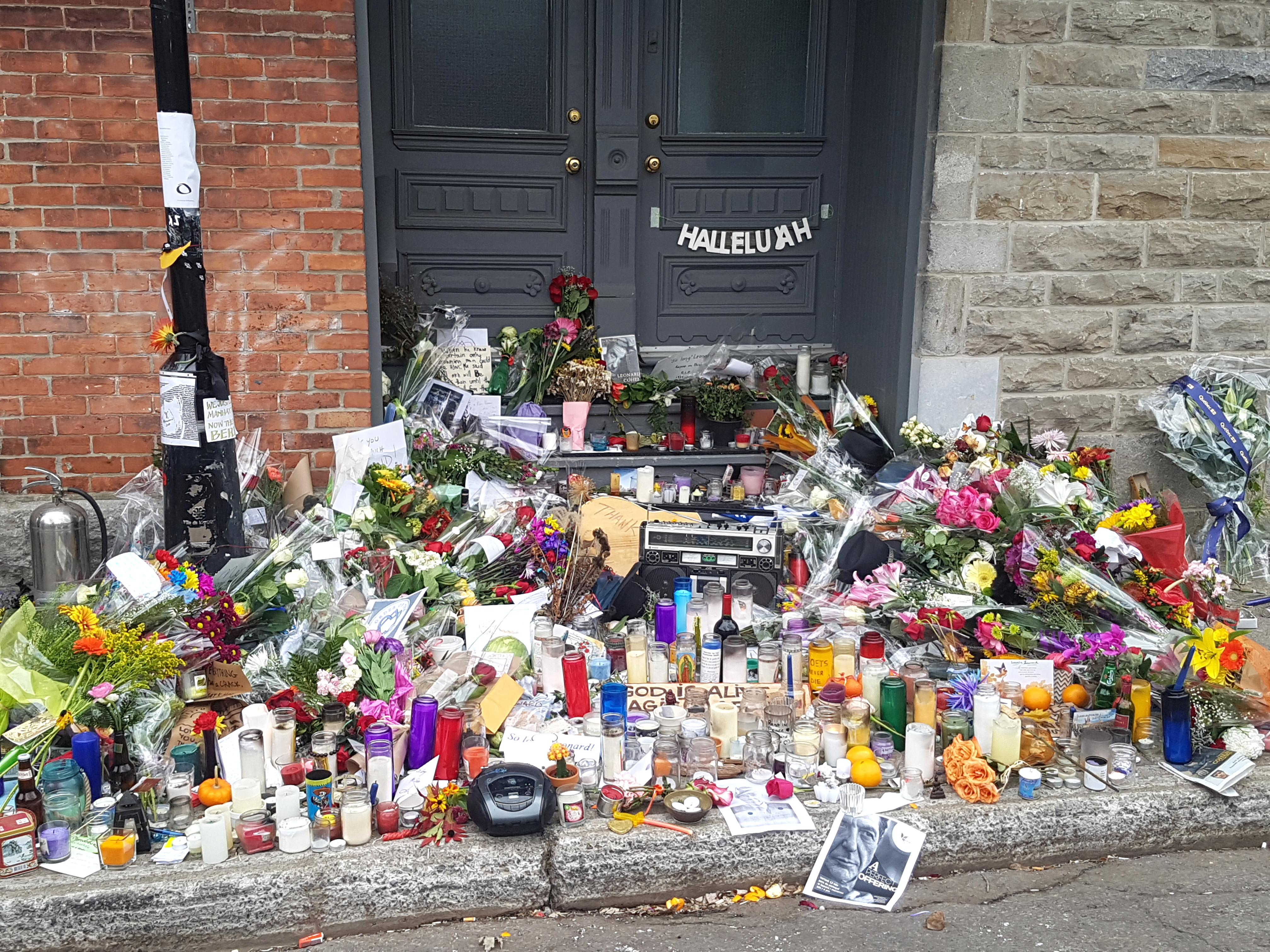
Fiori e omaggi a Cohen alla sua abitazione di Montreal il 12 novembre 2016

Costretto ad abbandonare la quiete del monastero anche per mantenere la famiglia, gli anni successivi si rivelarono molto felici sia sul piano creativo che finanziario. Il 2002 è l'anno di uscita di The Essential Leonard Cohen, altra raccolta di successi dopo quella del 1989. In seguito ad altri due anni di attesa Cohen pubblica un disco di inediti da studio Dear Heather, scritto con la sua corista storica Sharon Robinson. Seguono ben tre album live, tra cui Live at the Isle of Wight che riprende il vecchio concerto del 1970 all'Isola di Wight e Live in London. Il 30 gennaio 2012 è stato pubblicato Old Ideas, che ha seguito Songs from the Road (dal vivo) del 2010. Il 22 settembre 2014 esce Popular Problems, tredicesimo album in studio contenente nove brani inediti. Dal 19 agosto dello stesso anno, viene pubblicato sulle maggiori piattaforme di streaming il brano Almost Like the Blues. Nell'ottobre 2016 esce l'ultimo album del cantautore canadese, You Want It Darker. L'album fu completato in alcune parti musicali dal figlio Adam, dato l'aggravarsi delle condizioni di salute di Cohen, sofferente da tempo di leucemia acuta mieloblastica e problemi cardiaci.

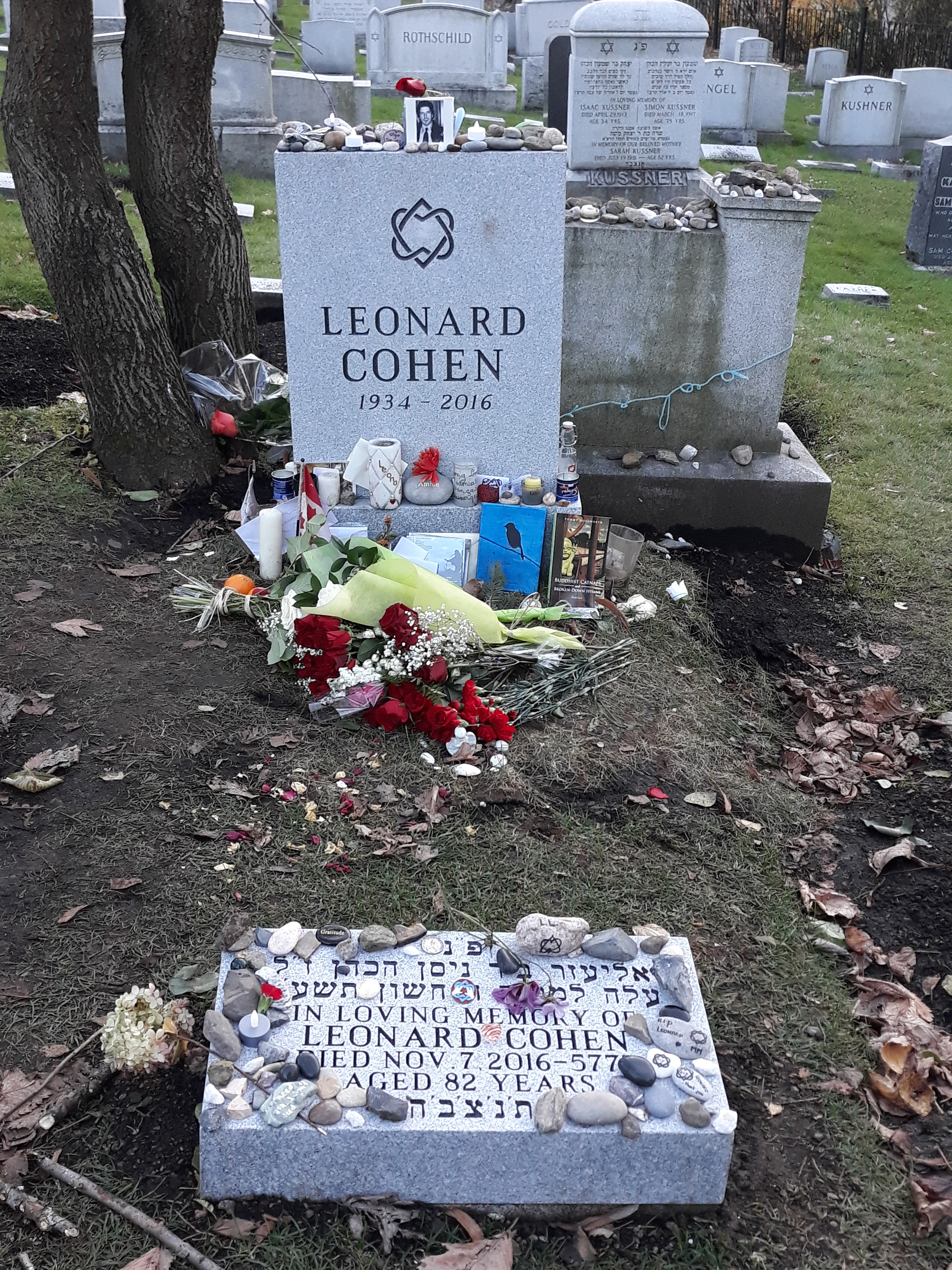
Sepoltura di Leonard Cohen al cimitero ebraico Shaar Hashomayim di Montreal

Poche settimane dopo, la notte del 7 novembre 2016, Leonard Cohen si spense a 82 anni nel sonno per emorragia interna, complicanza della malattia e causata dalle conseguenze di una caduta, avvenuta poco prima, nella sua abitazione di Los Angeles. La notizia del decesso viene resa nota il 10 novembre. Gli venne reso un doppio servizio funebre, uno ebraico in sinagoga e uno buddhista al Rinzai-ji Zen Center di Los Angeles. Postumo, con i completamenti del figlio Adam, uscirà nel 2019 l'album Thanks for the Dance, contenente canzoni incise per l'album del 2016 ma poi non inserite.

## Vita privata
Leonard Cohen ha avuto due figli, Adam (anch'egli cantautore) e Lorca, entrambi da una relazione con l'artista Suzanne Elrod. Ha avuto anche una lunga relazione sentimentale con l'attrice Rebecca De Mornay. Nei suoi ultimi anni ha rivelato di aver avuto un rapporto occasionale con Janis Joplin, che sarebbe la protagonista della celeberrima canzone Chelsea Hotel #2. Ebbe per alcuni anni una relazione con la norvegese Marianne Ihlen, ispiratrice della canzone So Long Marianne e di molte altre. Marianne è morta nell'estate 2016, pochi mesi prima di Cohen; il cantante è riuscito a farle pervenire un messaggio pochi giorni prima della sua morte firmandosi con «Goodbye old friend. Endless love, see you down the road.» (Addio vecchia amica. Amore senza fine, ci vediamo alla fine della strada.).

## Brani celebri
Alla musica, Cohen si avvicina grazie alla cantante e amica Judy Collins che per prima ne interpreta alcune canzoni e lo esorta a tentare la fortuna con la musica, spingendolo a suonare e a cantare in pubblico. La sua canzone Suzanne del 1966 ne decreta il successo. Altri brani celebri di Cohen sono: Dance me to the end of Love, Famous Blue Raincoat, The Partisan, So Long Marianne, Chelsea Hotel #2, Sisters of Mercy, Hallelujah, di cui esistono ben 180 versioni differenti, resa ancor più famosa dalle molteplici cover, in particolare da quelle di Jeff Buckley, Bob Dylan (eseguita in più concerti durante il 1994, ma mai pubblicata ufficialmente), Bon Jovi, John Cale, e diventata un successo popolare a livello planetario dopo il suo utilizzo nel film Shrek; Waiting for the Miracle, Tower of Song, First We Take Manhattan (molto nota è la cover di Joe Cocker) e Bird on a Wire. Da segnalare anche il film I'm a Hotel (1985).
Famous Blue Raincoat è la lettera di un uomo al suo migliore amico, con cui sua moglie lo ha tradito tempo prima. Non vi è tuttavia odio o risentimento nelle parole dell'autore, bensì nostalgia, e addirittura gratitudine per aver tolto dagli occhi della donna quella tristezza che il marito credeva impossibile superare: "E se mai dovessi tornare indietro / per Jane o per me / sappi che il tuo nemico è addormentato / e la sua donna è libera". Sisters of Mercy, in base alle note nel suo Greatest Hits, evoca l'incontro con due donne di nome Barbara e Lorena in una camera d'albergo a Edmonton, Canada. Chelsea Hotel # 2 tratta della sua breve relazione con Janis Joplin senza sentimentalismo, ma il brano rivela la presenza di un certo affetto. Cohen descrive la canzone in un'intervista filmata per il concerto-tributo a lui dedicato; egli conferma inoltre che il soggetto è effettivamente Janis con qualche evidente imbarazzo. "Lei non mente", egli dichiara, "ma mia madre sarebbe inorridita." Il suo Greatest Hits è stato eletto «l'album più deprimente di sempre», ma ha conquistato la rivista Rolling Stone che gli ha attribuito il massimo punteggio.
L'industria cinematografica ha attinto in più occasioni dalla sua produzione; il caso più notevole è stato quando il regista Oliver Stone, ha incluso il brano Waiting for the miracle nella colonna sonora di Assassini nati - Natural Born Killers.

## Stile musicale e temi trattati

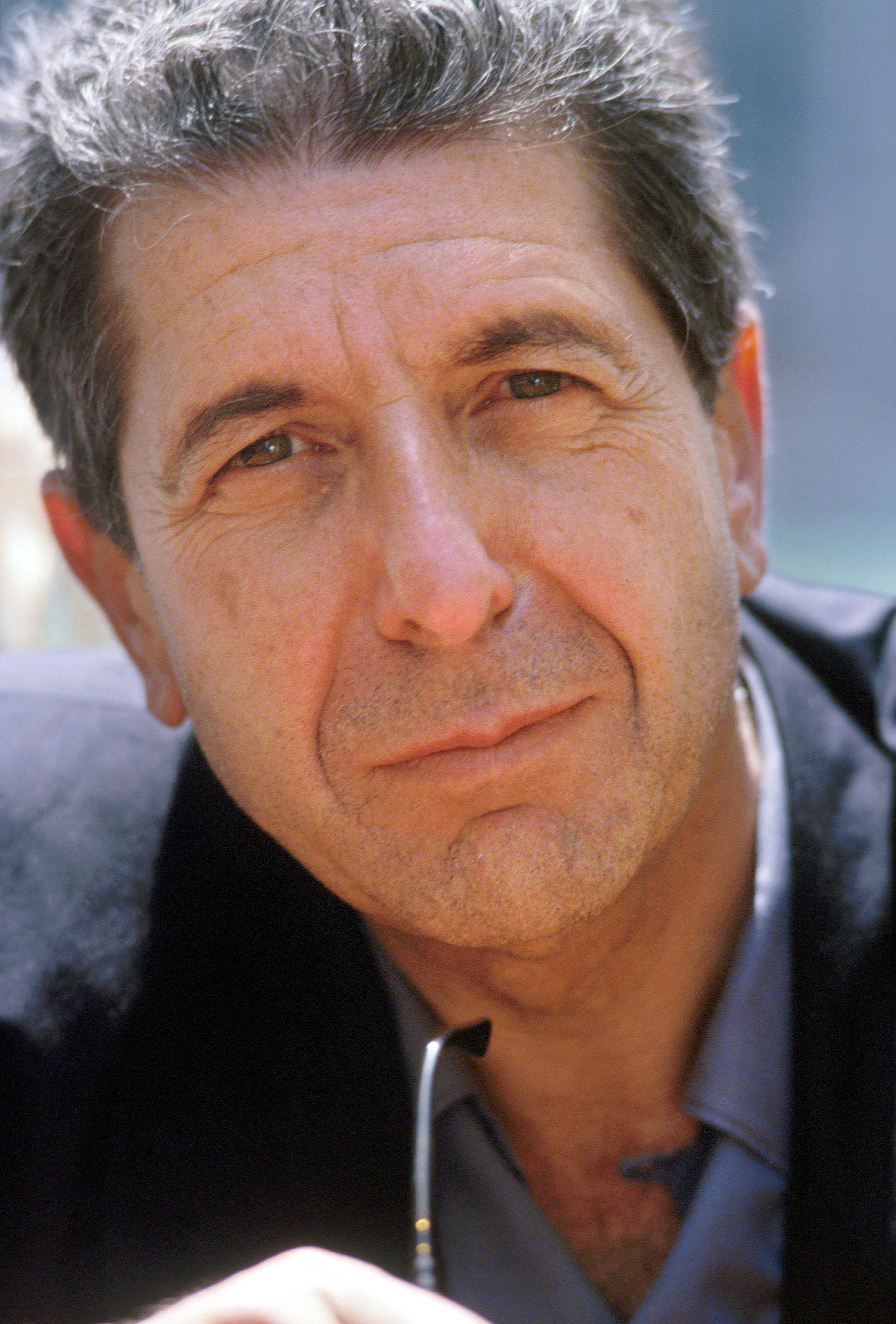
Leonard Cohen nel 1988

I temi ricorrenti nei suoi lavori comprendono l'amore e il sesso, la religione, la depressione psicologica ed esistenziale, e la musica stessa (come in Tower of song, A Singer Must Die, Hallelujah e Jazz Police). Ha inoltre scritto alcuni brani politici, anche se talvolta trattando il tema ambiguamente. Suzanne mescola la meditazione religiosa a una malinconica canzone d'amore, temi che si incontrano anche in Joan of Arc.
Autore di testi toccanti, abile arrangiatore e cantante dalla "voce di rasoio arrugginito" («Sono nato così, non avevo scelta, sono nato con il dono di una voce d'oro», canta in Tower of Songs) Cohen rivoluziona la figura del cantautore avvicinandolo al poeta (ma si ricordi che artisticamente Leonard Cohen nasce come poeta prima che cantautore).
Cohen unisce una cospicua dose di pessimismo politico-culturale con una grande dose di umorismo, accettazione, anticonformismo e comprensione. Il suo umorismo si sostiene tramite un'analisi autoironica, come per esempio nella citata Tower of song. A volte, per marcare maggiormente l'ironia del brano, canta con voce volutamente sporca e roca, ne sono un fulgido esempio Diamond in the Mine, oppure l'urlo stonato che chiude One of Us Cannot Be Wrong.

### Giustizia sociale
La giustizia sociale spesso si presenta come tema fondamentale nel suo lavoro, dove, soprattutto nell'ultimo periodo, espone idee collegabili alla politica di sinistra, anche se con elementi culturalmente conservatori. Cohen si autodefiniva un left-conservative (conservatore di sinistra).
In Democracy lamenta "le guerre contro il disordine [...] le sirene il giorno e la notte [...] gli incendi dei senzatetto [...] le ceneri dei gay", e conclude che gli Stati Uniti in realtà non sono una democrazia. In Tower of Song osserva che "i ricchi hanno i loro mezzi per entrare nelle / camere da letto dei poveri / E sta arrivando un giudizio severo, ma posso / anche sbagliarmi.
Nel brano "The future", dall'album omonimo del 1992, Cohen prevede un futuro oscuro per il mondo, ma getta una speranza, un pensiero ottimista verso l'amore, il quale potrà salvarci: «Dammi crack e sesso anale / prendi il solo albero rimasto / e ficcalo su per il buco della tua cultura. / Ridammi il muro di Berlino / dammi Stalin e San Paolo. / Ho visto il futuro, fratello: è un massacro [...] Ho visto il luogo e le nazioni in autunno [...] Ma l'amore è l'unico motore di sopravvivenza. [...] Tutto comincerà a scivolare, a scivolare in ogni direzione / Non rimarrà più niente / niente che tu possa misurare / La tempesta di neve, la tempesta di neve del mondo / ha superato la soglia / e ha capovolto l'ordine dell'anima».
(Leonard Cohen)

### Aborto
Sempre in The Future, canzone dal taglio apocalittico, canta sarcasticamente: "Distruggi ora un altro feto / non ci piacciono affatto i bambini / Ho visto il futuro, fratello / è un massacro".
Diverse canzoni parlano difatti del tema dell'aborto, come qualcosa di sgradevole o addirittura atroce. Il brano Diamonds in the Mine declama che "la rivoluzione dell'orgoglio / ha addestrato un centinaio di donne / pronte a uccidere un bambino non ancora nato". La canzone in realtà affronta la paura di Cohen che potesse succedere qualcosa a sua moglie e al figlio di cui era in attesa, il primogenito Adam; per contrasto a ciò, compare il tema dell'aborto affrontato traumaticamente, a causa di un fatto precedente nella vita di Cohen, che sconvolse la sua morale e finì col segnarlo procurandogli sensi di colpa: la decisione di una ex fidanzata di interrompere la gravidanza perché non lo riteneva un padre affidabile.
In Story of the Street Cohen recita versi che potrebbero riferirsi sia all'aborto che al dolore della nascita: "L'età della lussuria sta partorendo / Ed entrambi i genitori chiedono / All'infermiera di raccontar le loro favole / Da entrambi i lati del vetro / Ora il neonato col suo cordone / È trainato dentro come un aquilone / Un occhio pieno di progetti / Un occhio pieno nella notte".

### Religione
La provenienza di Cohen dalla cultura ebraica si riflette in Story of Isaac e anche in Who by Fire, le cui parole e la melodia rievocano il Unetaneh Tokef, una poesia liturgica dell'XI secolo sul Rosh haShana e lo Yom Kippur. Ma i temi giudaico-cristiani spiccano soprattutto nell'album Various Positions: ne è un palese esempio la celeberrima Hallelujah, che inizia evocando il biblico re David, mentre compone un brano per "il piacere del Signore", e prosegue con i riferimenti a Betsabea e Sansone; il testo brano, che ha avuto decine di cover, mescola l'amore, il sesso, la violenza e la religione in un unicum.  Commentando il brano Cohen ha spiegato in riferimento ad un sistema filosofico monista: 
Cohen si è avvicinato al buddismo almeno dal 1970; nel 1996 è stato ordinato monaco zen e ha passato gran parte degli anni novanta nel monastero buddhista di Mount Baldy, in California, prendendo il nome di Jikan (che significa "silenzioso"). Tuttavia, egli si considerò sempre ebreo: "Non sto cercando una nuova religione. Sono molto felice con la vecchia, con l'ebraismo".
Certi suoi testi sono stati collegati ai concetti mistici della cabala ebraica. In Anthem, Cohen recita e canta: «Suona le campane che ancora possono suonare / dimentica la tua offerta perfetta / c'è una crepa in ogni cosa / ed è lì che entra la luce [...] Non riesco più a correre tra questa folla senza legge / mentre gli assassini lassù in alto gridano le loro preghiere. / Ma hanno convocato, hanno convocato una nube minacciosa / e avranno mie notizie [...] ogni cuore verrà all'amore [...] c'è una crepa, una crepa in ogni cosa / ed è da lì che entra la luce».
In un'intervista Cohen ha dichiarato che l'idea alla base di questi versi è una metafora di derivazione ebraica, in particolare la figura retorica dell'offerta perfetta secondo la Torah e il concetto della cabala lurianica dell'immagine della luce che filtra attraverso la fessura, che riflette la nozione cabalistica della "rottura dei vasi", presentata da Isaac Luria e dai suoi discepoli: sono quindi proprio le apparenti imperfezioni che nascondono una via di uscita per arrivare al bene.
Cohen fu descritto come un ebreo "attento" in un articolo del New York Times, affermando che rispettava anche il sabato come giorno di riposo; inoltre si è esibito per i soldati israeliani nel corso del 1973 durante la guerra arabo-israeliana.

### Depressione
Sofferente di depressione durante gran parte della vita (anche se in modo meno spiccato con l'inizio della vecchiaia), Cohen ha scritto molto - in particolare nella sua opera giovanile - sul tema del suicidio. La moglie del protagonista di Beautiful Losers si suicida; Seems so long ago, Nancy parla di una ragazza, veramente esistita e conosciuta da Cohen, che si spara alla testa con una pistola calibro .45; il suicidio è menzionato anche nella cupamente comica One of us cannot be wrong; Dress Rehearsal Rag tratta della decisione di non uccidere se stessi presa un minuto prima di commettere l'atto. Un generale clima di depressione pervade canzoni come Please Don't Pass Me By e Tonight Will Be Fine.

### Sostegno agli oppressi e impegno contro la guerra
In The Land of Plenty, stigmatizza gli Stati Uniti (se non l'intero opulento Occidente): "Possa la luce della terra dell'abbondanza / riflettere sulla verità prima o poi". Anche la guerra è uno dei temi cardine; si ricorda Story of the Street, nella quale un verso annuncia l'inevitabile scoppio di una terza guerra mondiale: "Prima o poi la guerra arriverà". Durante un'intervista, dopo un concerto del 1974, Cohen ha addirittura annunciato di non considerarsi un uomo, bensì un soldato. In Field Commander Cohen arriva appunto a immaginare sé stesso, benché in modo metaforico, come un soldato o una spia del socialismo di Fidel Castro di Cuba.
Profondamente toccato da incontri sia con soldati israeliani che arabi, ha lasciato il Paese per scrivere Lover Lover Lover, che è stato spesso interpretato come una rinuncia personale a prendere qualsiasi parte in tale conflitto, tuttavia il brano termina con la speranza che la sua canzone servirà all'ascoltatore come "uno scudo contro il nemico". Negli ultimi anni di vita la sua strategia è stata di adottare una vita sottotono, come in Beautiful Losers. Sia la registrazione di The Partisan, una canzone francese sulla resistenza di Anna Marly ed Emmanuel d'Astier, sia la sua The Old Revolution, scritta dal punto di vista di un monarchico imprigionato dopo una rivoluzione, mostrano la sua simpatia e il suo sostegno per gli oppressi e gli sconfitti in generale, e la sua adesione agli ideali originali della prima fase della rivoluzione francese nel 1789.

## Riconoscimenti
È stato inserito nella Music Hall of Fame e insignito del titolo di Companion dell'Ordine del Canada, la più alta onorificenza civile che la nazione conosca.
Nel giorno della sua introduzione alla Rock and Roll Hall of Fame americana, avvenuta il 10 marzo 2008, Lou Reed lo ha descritto come il "cantautore più grande e più influente". Nel 1987 è uscito un album di Jennifer Warnes con canzoni solo di Cohen. Il brano Sisters of Mercy ha dato il nome al gruppo inglese Sisters of Mercy. Nel 2003 la canzone By the Rivers Dark è stata utilizzata come tema del film documentario Il Grande Nord di Nicolas Vanier.
Nel 2005 si è tenuto all'Opera House di Sydney un concerto-tributo a Cohen, da cui è stato tratto il film Leonard Cohen: I'm Your Man. Nel 2006 è uscito Blue Alert di Anjani. Nel 2007 la canzone Hey, That's No Way to Say Goodbye è stata utilizzata per spot televisivi della BMW. Le sue canzoni sono state cantate da moltissimi. Tre album di fans sono:
- I'm Your Fan (1991), con suoi brani rifatti da The House of Love, Ian McCulloch, Pixies, That Petrol Emotion, The Lilac Time, Geoffrey Oryema, James, Jean-Louis Murat, David McComb & Adam Peters, R.E.M., Lloyd Cole, Robert Forster, Peter Astor, Dead Famous People, Bill Pritchard, Fatima Mansions, Nick Cave and the Bad Seeds e John Cale.
- Tower of Song (1995), con Don Henley, Trisha Yearwood, Sting & the Chieftans, Bono, Tori Amos, Aaron Neville, Elton John, Willie Nelson, Peter Gabriel, Billy Joel, Jann Arden, Suzanne Vega e Martin Gore.
- I'm Your Man (2006), con Martha Wainwright, Teddy Thompson, Nick Cave, Kate and Anna McGarrigle, Beth Orton, Rufus Wainwright, Antony, Jarvis Cocker, The Handsome Family, Perla Batalla, Rufus Wainwright, Nick Cave, Julie Christensen, Teddy Thompson, Linda Thompson, U2 e Laurie Anderson

## Leonard Cohen nella cultura di massa
Una sua canzone, First We Take Manhattan, ritorna in diverse occasioni nel libro di Mus'ab Hasan Yusuf The Green Prince, così come nell'omonimo film. Essa è utilizzata per piegare i prigionieri durante la sua prima detenzione. Mus'ab Hasan Yusuf afferma che, nonostante l'esperienza traumatica, Leonard Cohen sarebbe diventato uno dei suoi cantautori preferiti.

## Discografia

### Album in studio
Tutti gli album in studio sono stati pubblicati da Columbia Records.
- 1967 – Songs of Leonard Cohen
- 1969 – Songs from a Room
- 1971 – Songs of Love and Hate
- 1974 – New Skin for the Old Ceremony
- 1977 – Death of a Ladies' Man
- 1979 – Recent Songs
- 1984 – Various Positions
- 1988 – I'm Your Man
- 1992 – The Future
- 2001 – Ten New Songs
- 2004 – Dear Heather
- 2012 – Old Ideas
- 2014 – Popular Problems
- 2016 – You Want It Darker
- 2019 – Thanks for the Dance (postumo)

## Album tributo
| anno | titolo               | autore          | etichetta       |
| ---- | -------------------- | --------------- | --------------- |
| 1987 | Famous Blue Raincoat | Jennifer Warnes | Cisco           |
| 1991 | I'm Your Fan         | Artisti vari    | Sony Music      |
| 1995 | Tower of Song        | Artisti vari    | A&M Records     |
| 2006 | I'm Your Man         | Artisti vari    | Verve           |
| 2008 | Book of Longing      | Philip Glass    | Orange Mountain |

## Leonard Cohen in italiano
Le canzoni di Leonard Cohen sono state spesso tradotte in italiano (Claudio Daiano ha dedicato all'autore un intero album, intitolato Io come chiunque (Sulla pista di Cohen), nel 1974); di seguito riportiamo un elenco non esaustivo delle principali cover (con l'indicazione del titolo in italiano, dell'interprete e dell'anno di pubblicazione).
| Anno | Titolo originale                  | Titolo italiano                  | Autore del testo in italiano           | Esecutori                                |
| ---- | --------------------------------- | -------------------------------- | -------------------------------------- | ---------------------------------------- |
| 1970 | So long, Marianne                 | A presto Marianne                | Francesco De Gregori                   | Francesco De Gregori e Giorgio Lo Cascio |
| 1970 | Suzanne                           | Suzanne                          | Francesco De Gregori                   | Giorgio Lo Cascio                        |
| 1970 | Tonight will be fine              | Un letto come un altro           | Francesco De Gregori                   | Francesco De Gregori                     |
| 1971 | Joan of Arc                       | La ballata di Giovanna d'Arco    | Carlo Alberto Contini                  | Kamsin                                   |
| 1972 | Suzanne                           | Suzanne                          | Fabrizio De André                      | Fabrizio De André                        |
| 1972 | Joan of Arc                       | Giovanna d'Arco                  | Fabrizio De André                      | Fabrizio De André                        |
| 1974 | You Know Who I Am                 | Tu sai chi sono                  | Claudio Daiano                         | Claudio Daiano                           |
| 1974 | Tonight Will Be Fine              | Mi straccerai                    | Claudio Daiano                         | Claudio Daiano                           |
| 1974 | Hey, That's No Way to Say Goodbye | Non trovo il modo di andarmene   | Claudio Daiano                         | Claudio Daiano                           |
| 1974 | Seems So Long Ago, Nancy          | Sembra tanto tempo fa, Nancy     | Claudio Daiano                         | Claudio Daiano                           |
| 1974 | Teachers                          | Maestri                          | Claudio Daiano                         | Claudio Daiano                           |
| 1974 | The Butcher                       | Il macellaio                     | Claudio Daiano                         | Claudio Daiano                           |
| 1974 | One of Us Cannot Be Wrong         | Uno di noi non può sbagliare     | Claudio Daiano                         | Claudio Daiano                           |
| 1974 | The Partisan                      | Il partigiano                    | Claudio Daiano e Bruno Lauzi           | Claudio Daiano                           |
| 1974 | Bird on a Wire                    | Come un uccello sul ramo         | Claudio Daiano                         | Claudio Daiano                           |
| 1975 | Seems So Long Ago, Nancy          | Nancy                            | Fabrizio De André                      | Fabrizio De André                        |
| 1979 | One of Us Cannot Be Wrong         | La regola d'oro                  | Luigi Grechi                           | Luigi Grechi                             |
| 1980 | Famous Blue Raincoat              | La famosa volpe azzurra          | Fabrizio De André e Sergio Bardotti    | Ornella Vanoni                           |
| 1983 | Suzanne                           | Suzanne                          | Fabrizio De André                      | Mia Martini                              |
| 1995 | Don't go home with your hard on   | Non portartelo a casa se è duro  | Marco Ongaro                           | Marco Ongaro                             |
| 1998 | The Future                        | Il futuro                        | Francesco De Gregori                   | Mimmo Locasciulli                        |
| 1998 | Famous Blue Raincoat              | Famous Blue Raincoat             | Lalli                                  | Lalli                                    |
| 2002 | Hallelujah                        | Allelujah                        | Francesco Baccini ed Enrico Nascimbeni | Francesco Baccini                        |
| 2010 | Ballad of the absent mare         | La ballata della cavalla assente | Marco Ongaro                           | Marco Ongaro                             |
| 2010 | Memories                          | Ricordi                          | Marco Ongaro                           | Marco Ongaro                             |
| 2014 | The Future                        | Il futuro                        | Francesco De Gregori                   | Francesco De Gregori                     |
| 2016 | Hallelujah                        | Alleluia                         | Marco Ongaro                           | Marco Ongaro                             |
| 2018 | The Stranger Song                 | La canzone dello straniero       | Marco Ongaro                           | Marco Ongaro                             |

## Opere letterarie e raccolte di testi di canzoni
- 1956 Confrontiamo allora i nostri miti, tr. Giancarlo De Cataldo e Damiano Abeni, Roma: Mimimum fax, 2009 [ISBN 978-88-7521-215-5, titolo originale Let us compare mythologies] (raccolta di poesie)
- 1961 Le spezie della terra, tr. Giancarlo De Cataldo e Damiano Abeni, prefazione di Moni Ovadia, Roma: Mimimum fax, 2010 [ISBN 978-88-7521-245-2, titolo originale The Spice-Box of Earth] (raccolta di poesie)
- 1963 Il gioco favorito, tr. Anna Chiavatti e Francesca Valente rivista da Amleto Lorenzini, Milano: Longanesi, 1975; poi tr. Chiara Vatteroni, Il gioco preferito, postfazione di Simone Barillari, Roma: Fazi, 2002 [titolo originale The Favourite Game ISBN 88-8112-358-4, ed. tascabile ISBN 978-88-7521-502-6] (romanzo)
- 1964 Flowers for Hitler (raccolta di poesie)
- 1966 Belli e perdenti, tr. Bruno Oddera, Milano: Rizzoli, 1972; poi tr. Francesca Lamioni, a cura di Simone Barillari, Roma: Fandango, 2003 ISBN 88-87517-45-2, poi con il titolo originale, Roma: Minimum Fax, 2014 ISBN 978-88-7521-587-3, titolo originale Beautiful Losers] (romanzo)
- 1966 Parassiti del Paradiso, tr. Giancarlo De Cataldo e Damiano Abeni, prefazione di Suzanne Vega, Roma: Minimum fax, 2011 [ISBN 978-88-7521-339-8, titolo originale Parasites of Heaven] (raccolta di poesie)
- 1968 Selected Poems (antologia di poesie)
- 1972 L'energia degli schiavi, tr. Giancarlo De Cataldo e Damiano Abeni, Roma: Minimum fax, 2003 [ISBN 88-87765-82-0, titolo originale The Energy of Slaves] (raccolta di poesie)
- 1976 Leonard Cohen. Tutti i testi delle canzoni con un'intervista di Alberino Daniele Capisani, scritti di Michele Straniero e Luigi Granetto, grafica di Davide Antolini. Verona: Anteditore, 1976
- 1978 Morte di un casanova, tr. Giancarlo De Cataldo e Damiano Abeni, prefazione di Vasco Brondi, Roma: Minimum Fax, 2012 [ISBN 978-88-7521-433-3, titolo originale Death of a Lady's Man] (raccolta di poesie)
- 1984 Libro della misericordia, tr. Francesca Piviotti Inghilleri e Armando Pajalich, Venezia: Supernova, 2000 ISBN 88-86870-40-X; poi tr. Giancarlo De Cataldo e Damiano Abeni, prefazione di Leonardo Colombati, Roma: Minimum Fax, 2013 [ISBN 978-88-7521-501-9, titolo originale Book of Mercy] (raccolta di prose poetiche)
- 1984 Poesie e canzoni, a cura di Amleto Lorenzini, Roma: Salerno, 1984 (antologia)
- 1993 Stranger Music, tr. Alessandro Achilli, Milano: Baldini e Castoldi, 1997 [ISBN 88-8089-267-3, titolo originale Stranger Music] (raccolta di poesie e testi di canzoni)
- 1993 Il tormento della bellezza, a cura di Dionisio Bauducco, Salerno: Ripostes, 1993; poi come I simulacri della bellezza, Viterbo: Stampa alternativa, 2003 ISBN 88-7226-762-5 (raccolta di poesie e testi di canzoni)
- 1993 Canzoni da una stanza, tr. Massimo Cotto rivista da Amleto Lorenzini, Milano: Arcana, 1993 (ISBN 88-7966-016-0, raccolta di testi di canzoni)
- 1998 Le mie canzoni sono come le Volvo: durano trent'anni, a cura di Marco Spagnoli e Giuseppe Episcopo, Viterbo: Stampa alternativa, 1998 [collana "Millelire", ISBN 88-7226-417-0] (antologia da interviste)
- 2003 Canzoni scelte, tr. e introduzione di Paolo Parisi Presicce, Roma: Polo books, 2003 (ISBN 88-87577-64-1, antologia di testi di canzoni)
- 2006 Il libro del desiderio, tr. Livia Brambilla e Umbero Fiori, Milano, Mondadori, 2006 [ISBN 978-88-04-57434-7, titolo originale Book of Longing] (raccolta di poesie)
- 2008 La solitudine della forza, a cura di Branko Gorjup, tr. Francesca Valente, Ravenna: Longo, 2008 [ISBN 978-88-8063-580-2, titolo originale The Peter Paul Charitable Foundation of English Canadian Poetry: Leonard Cohen] (antologia di poesie)
- 2014 Hallelujah, a cura di Roberto Caselli, Roma: Arcana, 2014 ISBN 978-88-6231-402-2 (raccolta di canzoni commentata)
- 2017 Il modo di dire addio. Conversazioni sull'amore, la musica, la vita, a cura di Jeff Burger, introduzione di Suzanne Vega, con una lettera di Francesco Bianconi, traduzione di Camilla Pieretti, Il Saggiatore, 2017

## Premi
Cohen ha ricevuto diversi premi:
- Nel 1968 ha rifiutato un Governor General's Award (in lingua inglese per la categoria poesia o teatro) per le sue poesie del periodo.
- Nel 1991 Cohen è stato inserito nella Canadian Music Hall of Fame.
- Nel 1993 Cohen ha vinto il Premio Juno Maschio Vocalist of the Year.
- Nel 1994 Cohen ha vinto un altro Juno Award questa volta per Songwriter of the Year.
- Nel 1996 fu ordinato monaco buddista Rinzai.
- Nel 2002 gli è stato assegnato un Premio SNEP per più di 100 000 copie vendute dell'album Ten New Songs in Francia.
- Nel 2004 Belli e perdenti è stato scelto per l'inclusione in Canada Letture 2005.
- Nel 2006 Cohen è stato inserito nella Hall of Fame dei cantautori canadesi.
- Nel 2007 Cohen ha ricevuto un Grammy per l'Album dell'anno come un artista in primo piano su Herbie Hancock's River: The Joni Letters.
- Nel 2008 Cohen è stato inserito nel Rock and Roll Hall of Fame.